# Киноляп
Рекомендации по описанию киноляпов в Википедии см. в ВП:ЛЯПЫ.

Опечатка в титрах фильма «Ирония судьбы, или С лёгким паром!». В слове «исключительно» пропущена буква «Л»

Ляп в кинематографе (или киноляп) — техническая, логическая, текстовая или сюжетная ошибка при съёмках, монтаже фильма или мультфильма, которая, будучи замеченной, нарушает естественность происходящего на экране, сбивает с основного ритма повествования. Ляпы могут быть допущены как случайно, так и намеренно. 

## Особенности
Как признают режиссёры, в большинстве случаев ляпы — это технические проблемы, которых невозможно избежать при столь сложном процессе, как производство фильма. Впрочем, есть немало случаев, когда неверное отображение реальности, трактуемое зрителями как ляп, допускается намеренно, скажем, в идеологических целях, или оправдывается художественным замыслом. Так, например, в фильме «Баллада о солдате», действие которого происходит в 1942 году, герои носят погоны, в реальности введённые в РККА в 1943 году. Режиссёр фильма Григорий Чухрай утверждал, что сделал это специально, поскольку в Европе, где потенциально могли увидеть этот фильм, уже сформировался образ советского солдата в погонах, и режиссёр не хотел его портить. К тому же в контексте сюжета фильма было важно показать преемственность поколений среди простых солдат — от Русской императорской армии к РККА.
Некоторые кинематографические условности стали настолько привычными, что на них уже не обращают внимание, и они переходят в кинематографические штампы. Например, то, что в боевиках герои укрываются от пуль за дверцей автомобиля, телом другого человека или даже за деревянной мебелью. Есть ляпы, которые стали классикой и своеобразной визитной карточкой фильмов, без которых их уже нельзя представить. Так, известно высказывание Джорджа Лукаса, комментировавшего эффектные взрывы в серии фильмов «Звёздные войны»:
Я беспокоился о том, что фанаты научной фантастики начнут говорить «ведь в космосе звуки не распространяются». Но давайте забудем про науку. Это и так понятно… я ведь хотел снять космическую сказку
Количество ошибок в фильме длительностью менее двух часов может достигать сотен, и то, какая их часть будет выявлена, напрямую зависит лишь от того, насколько фильм популярен. Поиск ляпов превращается в своеобразный вид спорта. Фильмы без обнаруженных ошибок являются редким исключением.
Подсчётом киноляпов в фильмах занимается американский видеоканал CinemaSins.

## Классификация
На профильных сайтах сложилась определённая классификация ляпов:
| Название                                                   | Описание | Пример |
| ---------------------------------------------------------- | --- | --- |
| Фактическая ошибка (Factual error)                         | Воспроизведение сюжета с нарушением фактической информации, логики, искажённая трактовка истории, законов природы, языка. | - Очень распространены ошибки в надписях на неродном языке: например, в фильме «Хитмэн» действие происходит в России, а уличные вывески на болгарском языке. Было такое и в советских фильмах: на декорациях, имитирующих западную рекламу, логотипы или названия реально существующих торговых марок сильно отличаются от оригиналов («Семнадцать мгновений весны», «Бриллиантовая рука», «Мимино»). - В советских и российских фильмах про Великую Отечественную войну режиссёры вооружают всех или большинство немецких солдат пистолетами-пулемётами «Фольмер MP-40» (часто ошибочно называемыми «шмайссер»). В действительности основная масса солдат вермахта (как и советских солдат) была вооружена винтовками. |
| Анахронизм (Anachronism)                                   | Подвид фактической ошибки: вещь, не соответствующая описываемому времени. Более ранняя или более поздняя. | - «Сибирский цирюльник»: в 1905 году на американском флаге изображены 50 звёзд (тогда их было 45), курсанты носят противогазы (изобретены в 1915 году), поезд ведёт паровоз Ов (построен спустя 20 лет после событий фильма). - В фильмах про ранние этапы Великой Отечественной войны — танки Т-34-85 или даже Т-55, пусковые машины «Катюш» на шасси «Студебекер», а то и ЗИЛ-157 (все эти модификации боевых машин появились после 1942 года). - Там же — буксировка артиллерийских орудий непосредственно за лафет или ствол (так начали делать в 1950-х годах, во время войны лафеты пушек цеплялись к специальной одноосной тележке — передку, а она, в свою очередь — к тягачу). - В эпизодах российских сериалов «Была любовь» 2010 года, «Челночницы» 2016 года и «Никогда не говори „Никогда“» 2018 года, действие которых происходит в 1990-х годах — попадающие в кадр автомобили 2000-х и 2010-х годов. |
| Ошибка в географии (Errors in geography)                   | Подвид фактической ошибки: расхождение между реальной географией места действия (если действие происходит в реальном месте) и сюжетом, либо неразрешимое несоответствие между двумя или более отображениями одной и той же местности в фильме. | - «Чужой против Хищника»: на спутниковых снимках показан большой остров к западу от Антарктического полуострова. В нашей реальности такой остров не существует. - Там же — пирамида, найденная подо льдом, находится точно под полярной станцией, при том, что вход в туннель, ведущий к ней — на территории той же станции. Угол наклона туннеля — 30°, глубина — 2000 футов; нетрудно посчитать, что вход в туннель должен был находиться в ~3500 футах (более километра) от станции, чтобы пирамида могла оказаться под ней. - В фильме «К-19: Оставляющая вдов» в начале присутствует надпись «Кольский полуостров. Северодвинск» (находятся на противоположных берегах Белого моря). |
| Прокол сюжета, или концептуальный ляп (Plot hole)          | «Вплетённая» в сюжет фактическая ошибка: если её исправить, развалится весь сюжет. Нелогичности в развитии сюжета. | Сюжет фильма «Ангелы и демоны» основан на том, что Папой Римским может стать только кардинал, а камерленго кардиналом не является. В действительности всё наоборот — Папой может стать любой неженатый католик, а камерленго — должность, занимать которую вправе только кардинал. |
| Ошибка связности сюжета (Continuity)                       | Внезапное появление, исчезновение и перестановка объектов, составляющих антураж сцены. Несуразности во времени, в последовательности событий, появлении героев в кадре. Относится к наиболее распространённым ошибкам; вызывается тем, что последовательные кадры сцены снимаются не подряд, и при восстановлении обстановки неизбежно допускаются ошибки. При использовании компьютерных моделей и спецэффектов — заметные расхождения между снятым на натуре и смоделированным элементом одной сцены. | - «Весна на Заречной улице». В конце фильма главный герой Саша Савченко ловит разлетевшиеся по комнате экзаменационные билеты, при этом рукава его рубашки оказываются то засученными, то нет. - «Д’Артаньян и три мушкетёра». Д’Артаньян, будучи в одном сапоге — на левой ноге, — принудительно бреет агента кардинала, после чего спускается на первый этаж драться — и оказывается, что сапог надет уже на правую ногу. - Бой в холле с колоннами в «Матрице»: сначала мраморная облицовка всех колонн старательно крошится выстрелами, затем, в кадре взрыва бомбы в этом же холле — колонны вновь в идеальном состоянии, в них красиво отражается пламя, при том, что на полу остались груды осколков разбитых пулями облицовочных плит. |
| Засветка (Crew or equipment visible)                       | Технический персонал, кинематографическое оборудование, посторонние люди или предметы, случайно попавшие в кадр. | - «Матрица»: множество эпизодов, где оператор отражается в очках, дверных ручках и зеркалах. - В одной из серий «Семнадцати мгновений весны» — автомобиль 1960-х, промелькнувший в отражении на стекле комнатного шкафа. |
| Явная постановочность сцены (Revealing mistakes)           | Ошибки, при которых становится ясно, что сцена нереальна и поставлена искусственно. Сюда входят эпизоды, где видно, что актёра дублирует каскадёр, видимые следы предыдущих дублей, невысокое качество компьютерных спецэффектов и моделей. | - Во многих советских фильмах дикие медведи появляются в кадре в ошейниках. - В боевиках — излишне ёмкие патронные магазины. - «Коммандо». В боевых сценах ясно видно, что одни и те же статисты дублируют нескольких противников главного героя, умирая в кадре по нескольку раз. - «Гостья из будущего». Весельчак У, следящий за Алисой, «задним ходом» отползает на четвереньках по густой траве: хорошо видна промятая «тропинка» в траве, которая появилась во время предыдущих дублей. |
| Несинхронность звука и видео (Audio/visual unsynchronized) | Для шумовых эффектов — типичная ошибка звукооператора или шумовика. Для речи — как правило, связано с тем, что при съёмке актёры говорят одно, а уже при озвучивании замысел поменялся. В советском кинематографе нередко связано с требованиями цензуры. | - «Веселые ребята» (реж. Г. Александров). Костя в исполнении Л. Утёсова в начале фильма поёт «Марш веселых ребят», хотя его артикуляция при пении указывает на слова другой песни — «Марша пастуха». - «Пёс Барбос и необычный кросс»: на лодке рыбнадзора стоит двухтактный мотор «Москва», но звук от четырёхтактного двигателя серии «Л», широко применявшегося на лодках в те годы. - «Бриллиантовая рука»: персонаж Мордюковой произносит фразу «…тайно посещает любовницу». В сценарии вместо слова «любовницу» было слово «синагогу», и именно оно читается по губам. - «Оставшийся в живых»: восьмидесятилетний актёр озвучивает своего персонажа во все периоды его жизни — от молодого парня до седого старика. |

К киноляпам можно отнести несоответствия при повторном показе одних и тех же событий. Например, во флешбеках или в видеоряде, сопровождающем «краткое содержание предыдущих серий», могут встречаться кадры, которые на самом деле в предыдущих сериях либо отсутствовали, либо присутствовали в другом виде (разные дубли).
Киноляпы следует отличать от условностей кинематографа, неизбежных в любых художественных фильмах. К таковым относятся, прежде всего, съёмки реального объекта в павильоне киностудии (классический пример: герой переходит из одной комнаты в другую, а камера, следуя за ним, «проходит сквозь стену»), или географические условности, когда эпизод, действие которого происходит в конкретном, реально существующем месте, снимают в другом и т. п. Также многое зависит от того, реалистичен ли сюжет фильма. Если сюжет не претендует на воспроизведение реальных событий, например, основан на мистике или сновидениях, в которых соблюдение логики не требуется по определению, то логические, исторические и т. п. несообразности в таких ситуациях не должны считаться ляпами.

## Значение
Ляпы сами по себе стали объектом внимания при создании фильмов. Есть целый ряд картин, которые обыгрывают киноляпы и киноштампы, такие, как: «Голый пистолет», «Горячие головы!», «Молчание ветчины»; советские мультфильмы «Ограбление по…», «Шпионские страсти». Существуют ресурсы в Интернете и форумы, полностью посвящённые киноляпам и их поиску. Сборники выявленных при монтаже киноляпов и неудачных дублей могут быть добавлены в качестве бонуса на медианоситель или включены в сам фильм в качестве «сцен после титров».